# Nina Drobnič
Nina Drobnič (23 aprile 2003) è una sciatrice alpina slovena.

## Biografia
Attiva in gare FIS dal novembre del 2019, la Drobnič ha esordito in Coppa Europa il 12 febbraio 2022 a Maribor in slalom gigante (53ª); è inattiva dall'aprile del 2022 e non ha debuttato in Coppa del Mondo né preso parte a rassegne olimpiche o iridate.

## Palmarès

### Campionati sloveni
- 3 medaglie:
  - 1 argento (discesa libera nel 2022)
  - 2 bronzi (slalom speciale nel 2020; discesa libera nel 2021)